# Mchinji
Mchinji (già Fort Manning fino al 1964) è un centro abitato del Malawi, situato nella Regione Centrale e capoluogo dell'omonimo distretto.
Fondata come Fort Manning, in onore dell'amministratore coloniale e militare William Manning (1863-1932), la città venne ridenominata Mchinji nel 1964, a seguito dell'indipendenza dello stato malawiano, fino a poco tempo prima noto come Nyasaland.